# 齊爾科爾斯 (伊利諾伊州)
齊爾科爾斯（英語：Zier Cors）是位於美國伊利諾伊州卡洛爾縣的一個非建制地區。該地的面積和人口皆未知。

## 地理
齊爾科爾斯的座標為42°09′14″N 89°49′25″W / 42.15389°N 89.82361°W，而該地的平均海拔高度為278米（即912英尺）。